# Negern och gatflickan
Negern och gatflickan, på italienska: Senza pietà (betydelse här "utan medlidande") är en italiensk film från 1948 av Alberto Lattuada, känd som ett av den italienska neorealismens främsta verk.
Filmen var på sin tid mycket kontroversiell framför allt i USA, dels för att dess bärande tema är förhållandet mellan en afroamerikansk man och en "vit" (italiensk) kvinna, dels för att den är rätt tydlig gällande de amerikanska soldaternas utnyttjande av fattiga italienska kvinnors utsatta situation. Visning av filmen förbjöds, troligen av just detta skäl, i de amerikanska och brittiska ockupationszonerna i Tyskland. I nästan alla länder fick filmen en titel som helt eller delvis är en översättning av den italienska originaltiteln, men titeln som valdes i Sverige användes flera år senare även i Danmark. I Grekland fick filmen också en avvikande titel, ungefär: "Orgiernas stad".
Den är baserad på Ettore Margadonnas berättelse Bye bye Otello. Filmen hade svensk premiär 10 oktober 1949.

## Bakgrund
Italien var i andra världskrigets slutfas och tiden närmast efter i ett kaotiskt tillstånd. Efter den fascistiska statsapparatens sammanbrott och under det efterföljande inbördeskriget, som varade till 2 maj 1945, hade många italienare lämnat sin sociala och geografiska kontext och befann sig på drift. Bland dem fanns fascister som "gått under jorden", kriminella vars verksamhet framgångsrikt undertryckts av den hårdföra fascistregimen och nu kunde återuppta sin aktivitet, och många kvinnor som hamnat i stora svårigheter för att deras försörjare stupat eller tillfångatagits i kriget eller gömt sig för de allierade och partisanerna. Dessa ensamstående kvinnor var i desperat behov av jobb, men det fanns inga. Vanliga lösningar för överlevnad var att prostituera sig någonstans utanför hemorten eller försöka hitta en någorlunda anständig amerikansk soldat att gifta sig med.
Stora amerikanska truppstyrkor befann sig från och med hösten 1944 i kustområdet mellan Viareggio och Livorno där filmen utspelar sig. De allierade styrkorna försörjdes i betydande omfattning genom leveranser via hamnen i Livorno. Staden frekventerades därför kontinuerligt av enheter från den amerikanska armén som skötte transporterna. Bland de amerikanska trupperna i området fanns vintern 1944–45 den 92:a infanteridivisionen som bestod av afroamerikanska soldater. Dessa besökte under sina permissioner i stora skaror Viareggio som varit evakuerat, men vars befolkning fått tillstånd att återvända sedan staden intagits av de allierade 16 september 1944. En stor del av befolkningen återkom inte omedelbart till den grundligt sönderbombade staden som i stället drog till sig mängder av prostituerade och kriminella element av olika slag. Slagsmål och skottlossningar samt därpå följande ingripanden av amerikansk militärpolis var vanliga händelser i staden vid denna tid.

## Om filmen
Alberto Lattuadas uttalade målsättning var, enligt honom själv, att angripa den amerikanska rasismen som i det militära sammanhang han kunnat observera den var systematisk och institutionell. Segregationen på manskapsnivå var konsekvent genomförd i USA:s armé. Meniga soldater i ett militärt förband var antingen alla afroamerikaner eller så var ingen det. Förslaget om att basera filmen på en berättelse av Ettore Margadonna kom ursprungligen från Carlo Ponti. Lattuada bestämde att filmen skulle spelas in på plats i Pineta del Tombolo där en stor del av 92:a divisionen varit stationerad fram till försommaren 1945. Det innebar stora svårigheter eftersom området 1947–48 fortfarande delvis var utanför statens kontroll och filmteamet tvingades enligt Lattuada att träffa överenskommelser med olika kriminella grupperingar för att inspelningarna överhuvudtaget skulle gå att genomföra.
Vid tillsättningen av rollerna fick Lattuada ett sällsynt tillfälle att välja någon som i princip nästan kunde spela sig själv i filmen. Den manlige huvudrollsinnehavaren, kapten John Kitzmiller från Michigan, hade tjänstgjort i 92:a divisionen fram till krigsslutet då han valde att stanna i Italien med de ingenjörstrupper som skulle leta upp och oskadliggöra kvarlämnat krigsmaterial. När Luigi Zampa letade efter amerikaner till roller i sin film Leva i fred (1947) var det någon som tipsade honom om Kitzmiller och den vägen kom den amerikanske ingenjörsofficeren in i den italienska filmbranschen där han förblev verksam till sin död 1965. Att den kvinnliga huvudrollen skulle göras av Lattuadas hustru Carla Del Poggio stod klart på ett mycket tidigt stadium, likaså att en viktig kvinnlig biroll skulle tilldelas den talangfulla nybörjaren Giulietta Masina som dittills endast haft en liten roll i Roberto Rossellinis film Befriande eld (1946). Den märkligaste rolltillsättningen var valet av Paul Claudè, en som skådespelare totalt oprövad hotelldirektör från Rom, till hans livs första och enda filmroll som ”boss” för den organiserade brottsligheten i Livorno.

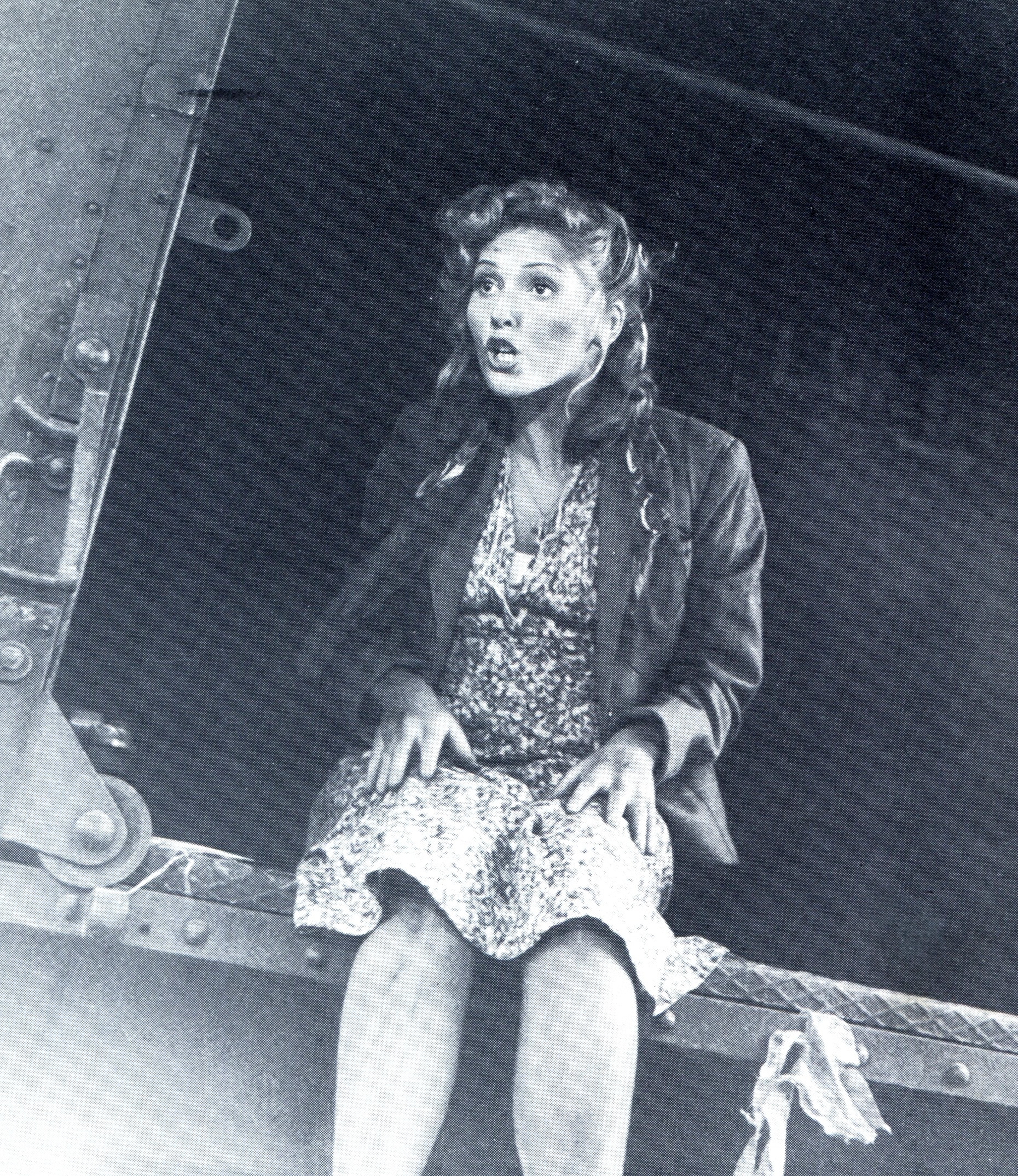
Angela ropar till en liten hund som springer i kapp med tåget.

## Handling i huvuddrag
I filmens inledande scen sitter Angela Borghi (Carla Del Poggio) som fripassagerare i en tom vagn på ett godståg på väg mot Livorno. Bakom sig har hon ett förflutet om vilket man inte får veta mycket mer än att hon har fött ett barn som dog efter 12 dagar och att hon inte kan återvända hem till sina föräldrar i Rieti. När tåget närmar sig Livorno och saktar ner till närmast promenadhastighet blir Angela vittne till en biljakt och skottlossning på en väg som går parallellt med järnvägen. En civilklädd beväpnad man med sydeuropeiskt utseende kommer plötsligt springande mot tåget, jagad av en likaledes beväpnad afroamerikan (John Kitzmiller) i amerikansk arméuniform med gradbeteckningar som visar att han är "Technician fifth grade". Flyktingen hoppar ombord på samma vagn som Angela sitter i och skjuter mot förföljaren när denne ett ögonblick senare följer efter. Amerikanen blir träffad av minst en kula och faller ner på vagnsgolvet. Den flyende mannen är påtagligt stressad och ser inte Angela. Han hoppar ut från tågvagnen på motsatt sida och försvinner. Angela går efter ett ögonblicks tvekan fram till soldaten som ligger kvar på vagnsgolvet och förefaller vara svårt sårad. Hon försöker hjälpa honom och ropar till lokföraren som inte hör henne. När tåget strax efteråt når bangården i Livorno ser Angela en militärjeep, varpå hon hoppar av tåget och tillkallar hjälp.

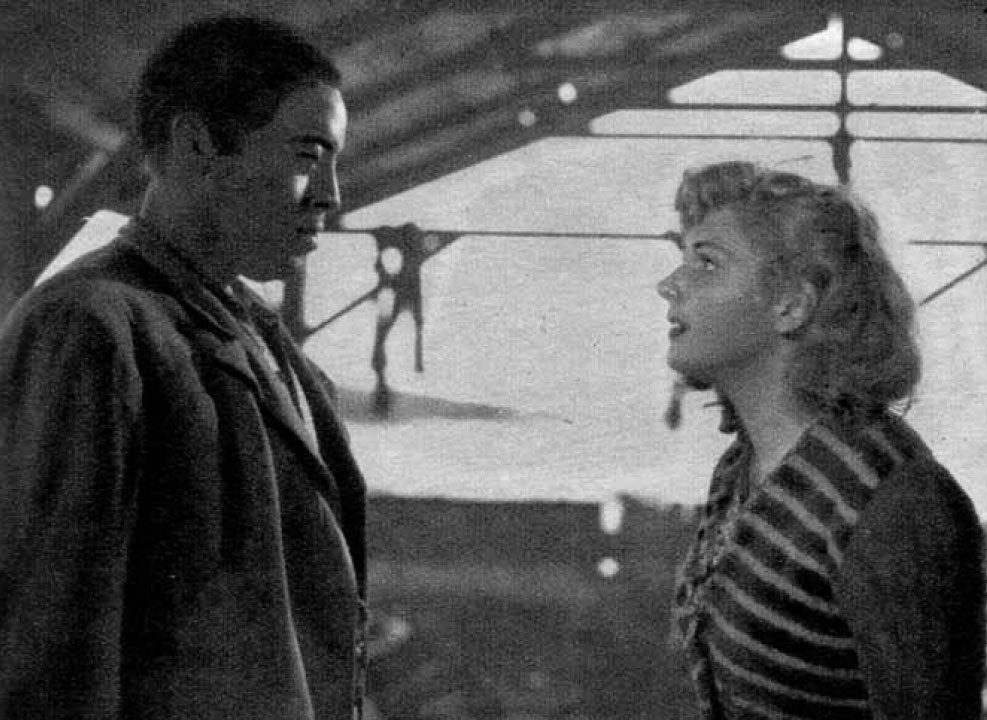
Jerry och Angela möts igen efter hans flykt från fånglägret.

Angela blir förhörd av amerikansk militärpolis och förklarar med hjälp av en tolk att hon har kommit till Livorno för att hennes bror, som hon inte har sett på tre år, bor där och anger hans adress. Eftersom man inte direkt kan söka hennes bror på den angivna adressen tvingas Angela åka i en lastbil med ett flertal andra kvinnor, misstänkta för prostitution, till sjukhuset i Livorno för hälsoundersökning och profylaktiska åtgärder. På kvällen startar ett upplopp på sjukhuset med hjälp utifrån, bland annat i form av en insmugglad pistol. Angela lyckas smita iväg under kalabaliken tillsammans med Marcella (Giulietta Masina) som berättar att hon har ett gömställe i Livorno där de kan övernatta. Det visar sig att Marcella bor som underhyresgäst hos en tämligen skum figur vid namn Giacomo (Folco Lulli). Nästa dag fortsätter Angela sitt sökande efter brodern som inte kan återfinnas på den adress hon tidigare har fått av honom. Marcella har upplyst henne om att Giacomo arbetar för Pier Luigi (Paul Claudè) som är den som bestämmer i Livorno och säkert vet om Angelas bror har varit där eller inte.

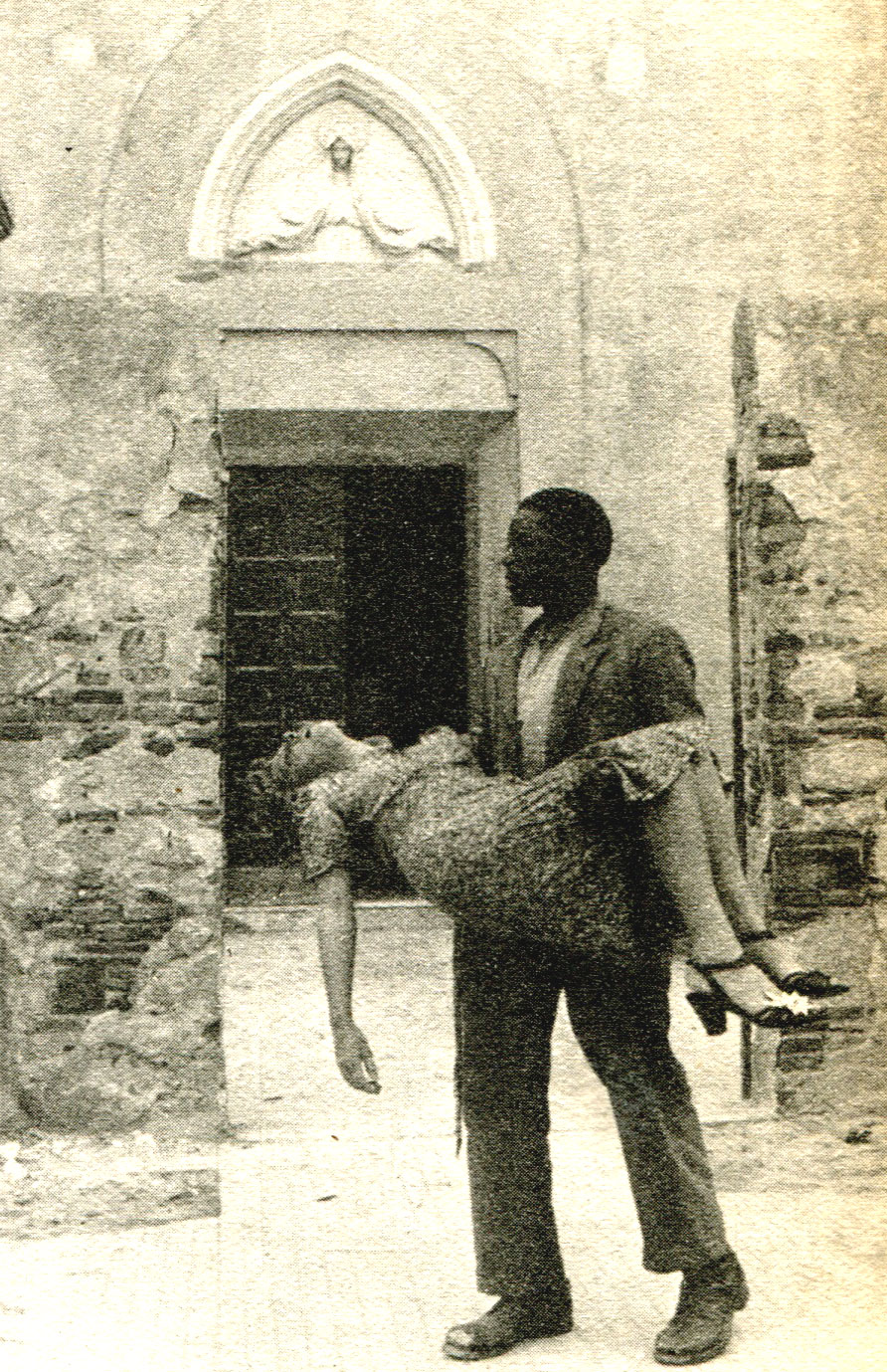
Det bittra slutet: en förtvivlad Jerry bär den döda Angela till bilen.

Det visar sig att Pier Luigi, som alltid är klädd i vit kostym, verkligen är den som bestämmer i Livorno. Hans viktigaste inkomstkällor är smuggling, organiserade stölder ur de allierades militära förråd och transporter samt prostitution. När Angela lyckas få till ett möte med honom förnekar han först att Angelas bror Carlo Borghi är känd i Livorno. Vid ett senare samtal medger han att Carlo varit i Livorno och jobbat för honom, men att han blivit dödad i en skottväxling med polisen i samband med en smugglingsoperation.
Under sitt letande har Angela träffat Jerry Jackson, den sårade "sergeanten" som hon hämtade hjälp åt och som har repat sig snabbt från sin skottskada. Jerry känner att han är skyldig Angela en gentjänst och de gör upp om att träffas senare. Då framgår det att även Jerry känner Pier Luigi och när de två männen samtalar om Angela konstaterar Pier Luigi att hon nog kommer att hamna bland "hans flickor" eftersom hennes bror är död och hon inte har någon annan som kan hjälpa henne. Jerry tar med sig Angela ut till en nöjespark och de trivs mycket bra i varandras sällskap, så bra att Jerry erbjuder Pier Luigi en lönsam "affär" med arméns material för att kunna hålla Angela borta från prostitutionen.
Jerrys affär med Pier Luigi går ut på att man arrangerar ett "rån" varvid Jerry ska överlåta en armélastbil fullastad med värdefulla förnödenheter till Pier Luigis män. Låtsasrånet misslyckas kapitalt för att militärpolisen oväntat dyker upp i precis fel ögonblick och Jerry blir gripen med betalningen för lasten i sin bröstficka. Han förpassas till ett fångläger för soldater som misstänks för brott i väntan på rättegång. Medan han sitter där börjar Angela i brist på valmöjligheter jobba för Pier Luigi precis som denne har förutspått. Hon blir också ensam eftersom även vännen Marcella har träffat en afroamerikansk soldat som vill gifta sig med henne och ta henne till USA. Marcella tar ett känslofyllt avsked av Angela och paret lämnar Livorno med ett smugglarfartyg som de för dyra pengar köpt sig passagerarplatser på.
Jerry rymmer från fånglägret och söker upp Angela. De bestämmer sig för att de vill vara tillsammans för alltid och att deras enda möjlighet nu är att göra som Marcella och hennes fästman har gjort, rymma med hjälp av smugglare. De har emellertid inte de pengar som behövs. Angela har fått ihop 50 000 lire, men de behöver en miljon (ca. 1660 dollar) för att ta sig till USA. Angela ber Pier Luigi om hjälp, men han avvisar henne. Hon råkar efteråt höra att Pier Luigi och Giacomo diskuterar en leverans av smuggelgods som ska komma senare samma kväll. Pier Luigi ska betala den med 4 miljoner i kontanter. Hon berättar det för Jerry som väntar på Pier Luigi och Giacomo på vägen till stranden och rånar dem. Jerry tar deras lastbil och åker för att hämta Angela som gått till kyrkan för att be. När de kommer ut ur kyrkan dyker Pier Luigis män upp och i den skottlossning som följer blir Angela dödligt sårad. Jerry försäkrar den döende Angela att han aldrig kommer att lämna henne. Han lyfter in hennes livlösa kropp i lastbilen och kör iväg på en färd som slutar med att han med hög hastighet avsiktligt styr fordonet utför ett stup. Två motorcykelburna militärpoliser kommer till olycksplatsen och konstaterar att Jerry och Angela är döda.

## Mottagandet
Filmen blev en publiksuccé i Europa, framför allt i Frankrike och Tyskland där den också fick mycket positiv kritik. Däremot blev den inte det i USA där publiken svek och pressen delades i två läger. Många uppfattade Lattuadas ämnesval som en medveten antiamerikansk provokation medan andra ansåg att den amerikanska publiken helt enkelt inte var mogen för en "rasmässigt blandad" kärleksrelation på vita duken. Den enda direkt negativa reaktionen i Europa kom faktiskt från Italien där Centro Cattolico Cinematografico klassificerade filmen som helt olämplig för offentlig visning. Den drog trots det in ansenliga intäkter utan att komma på någon topplats i den italienska statistiken filmåret 1948.

## DVD
Filmen finns utgiven på DVD av det italienska bolaget Cristaldifilm som 1996 förvärvade Lux film och därmed innehar rättigheterna till över 300 italienska filmklassiker.

## Kuriosa
Filmens manliga huvudperson Jerry Jackson tituleras hela tiden "sergeant" av italienarna, men hans gradbeteckningar visar att han är "Technician fifth grade", en teknisk specialist i samma lönegrad som en korpral. De kallades också "Tech Corporal". Graden avskaffades 1948 och återinfördes 1955 med nya gradbeteckningar.